# Fair Bluff
Fair Bluff är en kommun (town) i Columbus County i North Carolina. Vid 2020 års folkräkning hade Fair Bluff 709 invånare.